# Olympische Sommerspiele 1928/Teilnehmer (Chile)
| Gelbes Symbol für Goldmedaillen mit stilisierten Olympischen Ringen | Graues Symbol für Silbermedaillen mit stilisierten Olympischen Ringen | Braundes Symbol für Bronzemedaillen mit stilisierten Olympischen Ringen |
| ------------------------------------------------------------------- | --------------------------------------------------------------------- | ----------------------------------------------------------------------- |
| —                                                                   | 1                                                                     | —                                                                       |

Chile nahm an den Olympischen Sommerspielen 1928 in Amsterdam, Niederlande, mit einer Delegation von 38 Sportlern (allesamt Männer) teil.

## Medaillengewinner

### Silber
| Name         | Sportart       | Wettkampf |
| ------------ | -------------- | --------- |
| Manuel Plaza | Leichtathletik | Marathon  |

## Teilnehmer nach Sportarten

### Boxen
- José Turra
Fliegengewicht: 17. Platz

- Osvaldo Sánchez
Bantamgewicht: 9. Platz

- Jorge Díaz
Leichtgewicht: 5. Platz

- Sergio Ojeda
Halbschwergewicht: 9. Platz

### Fechten
- Tomás Goyoaga
Florett, Einzel: Vorrunde
Degen, Einzel: Vorrunde
Säbel, Einzel: Vorrunde
Säbel, Mannschaft: Vorrunde

- Abelardo Castro
Säbel, Einzel: Halbfinale
Säbel, Mannschaft: Vorrunde

- Efraín Díaz
Säbel, Einzel: Vorrunde
Säbel, Mannschaft: Vorrunde

- Jorge Garretón
Säbel, Mannschaft: Vorrunde

- Oscar Novoa
Säbel, Mannschaft: Vorrunde

- Nemoroso Riquelme
Säbel, Mannschaft: Vorrunde

### Fußball
- Herrenteam

17. Platz
Kader
Alejandro Carbonell
Arturo Torres
Carlos Schneberger
Ernesto Chaparro
Guillermo Saavedra
Guillermo Subiabre
Humberto Contreras
Juan Ibacache
José Olguín
Óscar Alfaro
Víctor Morales
nicht eingesetzt:
Manuel Bravo
José Arias
Jorge Linford
Germán Reyes
Guillermo Riveros
Roberto Cortés

### Leichtathletik
- Rodolfo Wagner
100 Meter: Vorläufe

- Óscar Alvarado
100 Meter: Vorläufe
Weitsprung: 34. Platz in der Qualifikation

- Rudolfo Hannig
200 Meter: Vorläufe
400 Meter: Vorläufe

- José Vicente Salinas
400 Meter: Vorläufe

- Manuel Plaza
Marathon: Silber

- Alfredo Ugarte
110 Meter: Vorläufe

- Héctor Benaprés
Diskuswurf: 36. Platz in der Qualifikation

- Ricardo Bayer
Hammerwurf: 8. Platz in der Qualifikation

### Radsport
- Francisco Juillet
Sprint: 2. Runde

- Edmond Maillard
1000 Meter Einzelzeitfahren: 14. Platz

- Jorge Gamboa
4000 Meter Mannschaftsverfolgung: 9. Platz

- Alejandro Vidal
4000 Meter Mannschaftsverfolgung: 9. Platz

- Carlos Rocuant
4000 Meter Mannschaftsverfolgung: 9. Platz

### Schwimmen
- Mario Astaburuaga
100 Meter Freistil: Vorläufe

- Faelo Zúñiga
100 Meter Freistil: Vorläufe

- Hernán Schüler
100 Meter Freistil: Vorläufe

- Hernán Téllez
400 Meter Freistil: Vorläufe